# Kotlina (chráněný areál)
Kotlina je chráněný areál v katastrálním území obce Hlboké v okrese Senica v Trnavském kraji a v katastrálním území Šranek ve vojenském újezdu Záhorie v okrese Malacky v Bratislavském kraji na Slovensku. Území bylo vyhlášeno v roce 2010 a jeho rozloha je 616,69 hektaru. Předmětem ochrany jsou biotopy: dubovo-jilmovo-jasanové lužní lesy, údolní jasanovo-olšové luhy, panonské dubohabřiny, vlhkomilné březové acidofilní doubravy, vnitrozemské panonské písečné duny, vřesoviště, přirozené dystrofní stojaté vody, nížinné až horské vodní toky, přechodná rašeliniště a nížinné a podhorské kosené louky.